# E4/E20

## Autopista E4/E20
La autopista E4/E20 comienza en Södertälje Syd (comuna Södertälje, ubicada al sudoeste de Estocolmo, Suecia), y termina en Norra länken, donde E4 y E20 se separan. E20 va del oeste al este y E4 va del sur al norte de Suecia. En el tramo entre Norsborg y Södertälje se puede conducir a 110 kilómetros por hora, después hay que conducir a 90 kilómetros por hora, y al fin entrar a la ciudad, donde hay que conducir a 70 kilómetros por hora.
El tramo entre Norsborg y Södertäje consta de cuatro carriles. Desde Norsborg hay seis carriles, desde Skärholmen hay siete carriles y desde Bredäng hay ocho carriles hasta la separación de la E4 y la E20.
El tramo más concurrido se ubica entre Telefonplan y Västra Skogen, por donde pasan más de 20 000 vehículos por hora en hora punta.
- Datos: Q5816071